# حزقيال باوتيستا بينا
حزقيال باوتيستا بينا (بالإسبانية: Juan Bautista Pina)‏، هو منافس ألعاب قوى أرجنتيني، (و. 1907  م).

## وصلات خارجية
- حزقيال باوتيستا بينا على موقع أوليمبيديا (الإنجليزية)